# チーム・クエスト
チーム・クエスト（英: Team Quest）は、アメリカ合衆国の総合格闘技ジム。

## 概要
1999年に、ランディ・クートゥア、ダン・ヘンダーソンによって設立された。オレゴン州グレシャム、オレゴン州テュアラティン、カリフォルニア州マリエータ、カリフォルニア州レディング、タイ・チエンマイ県等にジムを有する。

## 主な所属選手
- ジョー・ウォーレン
- エド・ハーマン
- タレック・サフィジーヌ
- パット・ヒーリー
- ジェシー・テイラー

## 元所属選手
- ランディ・クートゥア（UFC世界ヘビー級、ライトヘビー級王者）
- ダン・ヘンダーソン
- エヴァン・タナー（UFC世界ミドル級王者）
- チェール・ソネン
- マット・リンドランド
- キング・モー
- 岡見勇信
- ブライアン・スタン
- ネイサン・クォーリー
- ソクジュ
- ジェイソン・ミラー
- 長南亮
- クリス・リーベン
- ヴィニシウス・マガリャエス
- デイブ・ハーマン
- クシシュトフ・ソシンスキー
- ジョシュ・バークマン
- シリル・ディアバテ
- ルーロン・ガードナー